# Civilplikt
Civilplikt är en del av totalförsvarsplikten inom totalförsvaret. Sedan 2008 utbildas inga civilpliktiga med lång grundutbildning i Sverige.

## Historik
Civilplikt med lång grundutbildning ersatte de vapenfria utbildningarna 1995. En mönstrande som ansågs lämpad för tjänstgöring i totalförsvaret kunde skrivas in till antingen värnplikt eller civilplikt. Man behövde inte ha vapenfri status för att göra civilplikt. 
Civilplikten hade sin storhetstid i slutet av 1990-talet då regeringen hade som mål att utbilda ca 10 000 kommunala beredskapsmän per år. Problemet var att kommunerna till följd av ekonomiska nedskärningar och ändrade förutsättningar för det civila försvaret inte var intresserade av att krigsplacera några beredskapsmän varpå utbildningen lades ner i början på 2000-talet. Andra civilpliktiga utbildningar som lagts ner är flygplatsbrandman, räddningsman och banverksreparatör. 2008 lades de sista civilpliktsutbildningarna ned. Dessa anordnades inom elberedskapen på utbildningsplatserna i Åsbro (Kraftledningsreparatör), Jokkmokk (Kraftverksoperatör) och Porjus (Ställverksoperatör). I regeringens budgetproposition 2008 föreslogs att civilpliktsutbildningarna skulle upphöra.

## Aktivering av civilplikten 2024
Försvarsberedningen 2017-2019 förordade i sin delrapport Motståndskraft (december 2017) och slutrapport Värnkraft (maj 2019) att behovet av återaktivering av civilplikten bör utredas. År 2022 föreslogs ett nytt införande av civilplikt där personer födda 2005 i så fall blir de första att kunna bli kallade via mönstring att genomföra civilplikt. I januari 2023 gav regeringen MSB i uppdrag att förbereda ett återinförande av civilplikten. MSB utfärdade därför tre föreskrifter om civilplikt: (1) Krigsplacering av totalförsvarspliktiga som ska fullgöra civilplikt i det civila försvaret. (2) Repetitionsutbildning av totalförsvarspliktiga som fullgör civilplikt i det civila försvaret. (3) Ledighet och fritid under tjänstgöring för totalförsvarspliktiga som fullgör civilplikt i det civila försvaret. Regeringen beslöt sedan att tillfälligt aktivera civilplikten inom kommunal räddningstjänst samt drift och underhåll av elproduktion och nätverksamhet från och med den 19 januari 2024.

## Civilpliktsrådet
De civilpliktiga företräddes av Civilpliktsrådet.